# Juan Luis Guerra

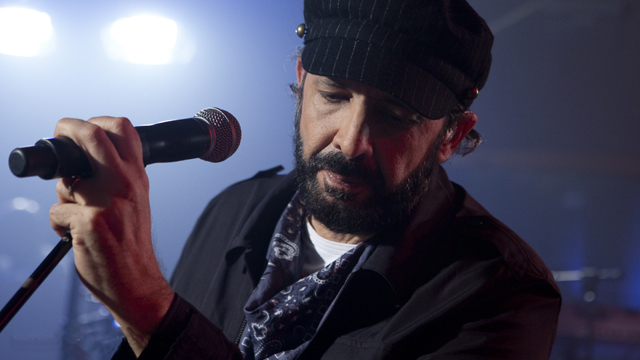
Juan Luis Guerra el 2010.

Juan Luis Guerra Seijas (Santo Domingo, República Dominicana, 7 de juny de 1957) és un cantautor i productor musical dominicà, amb més de seixanta milions de còpies venudes a tot el món.
Guerra ha guanyat 15 Grammys, entre ells tres de l'acadèmia nord-americana. El seu estil de mesclar el merengue i el bolero amb fusions afroantillanes li ha fet aconseguir un èxit considerable fora de la República Dominicana. Juan Luis Guerra és associat de vegades amb la música popular anomenada bachata dominicana. No es limita a un estil de música, sinó que incorpora diversos ritmes, com ara el merengue, la bachata-bolero, la balada, la salsa, el rock and roll i el gospel.
Ha versionat cançons de Facundo Cabral.

## Discografia
| Any de publicació | Títol                       | Discogràfica                    |
| 1984              | Soplando                    | Audiolab (República Dominicana) |
| 1985              | Mudanza y acarreo           | Karen Records                   |
| 1987              | Mientras Más Lo Pienso...Tú | Karen Records                   |
| 1990              | Ojalá que llueva café       | Karen Records                   |
| 1991              | Bachata rosa                | Karen Records                   |
| 1990              | El original 4.40            | Warner Music Latin              |
| 1992              | Areíto                      | Karen Records                   |
| 1994              | Fogaraté                    | Karen Records                   |
| 1998              | Ni Es Lo Mismo, Ni Es Igual | Karen Records                   |
| 2004              | Para Ti                     | VeneMusic (EUA)                 |
| 2007              | La Llave de mi corazón      | EMI Music Latin (EUA)           |
| 2010              | A son de guerra             | Capitol Latin                   |
| 2012              | Colección cristinana        | EMI                             |
| 2014              | Todo tiene su hora          | Capitol Latin                   |
| 2019              | Literal                     | Universal Music Latin           |

NOTA: Fins al 1994, els seus discos van ser editats en format LP; a partir d'aquell any es van editar en CD, igual com els anteriors LP.